# Eduardo Kucharski
Eduardo Kucharski González (Hospitalet de Llobregat, 22 de mayo de 1925-Barcelona, 2 de octubre de 2014) fue un jugador y entrenador de baloncesto español de ascendencia polaca. Jugaba en la posición de alero y está considerado como la primera gran estrella del baloncesto español. Como jugador destacó en el Laietà B.C., F. C. Barcelona, Joventut de Badalona y Aismalíbar de Montcada.
Como jugador fue titular indiscutible de la selección española entre los 17 y 33 años. En total disputó 50 partidos con la selección, con la que participó en el Mundobasket de Argentina 1950 (donde sólo ganaron un partido contra Yugoslavia porque estos se negaron a jugar en protesta por el Régimen franquista) y en los Juegos Mediterráneos de 1955, en los que España consiguió la medalla de oro. Finalmente se retiró en 1958.
Tras colgar las botas inició la carrera como entrenador, principalmente del Aismalíbar de Montcada (donde compaginó el cargo con el de jugador), pero también en el F. C. Barcelona y en el Joventut de Badalona con los que conquistó una Liga y dos Copas de España. En 1960 fue el primer entrenador español que se marchó al extranjero (Italia) para entrenar. Dirigió a uno de los grandes de Europa, el Virtus de Bolonia. Llegó a ser seleccionador entre 1959 y 1960, dirigiendo a la Selección Española en los Juegos Olímpicos de Roma 1960, los primeros en la historia del baloncesto español.
Falleció en Barcelona 2 de octubre de 2014 a los 89 años de edad.

## Clubes como jugador
- Laietà B.C.: 1941-1946.
- F. C. Barcelona: 1946-1947.
- Joventut de Badalona: 1947-1948.
- F. C. Barcelona: 1949-1953
- C.B. Aismalíbar de Montcada: 1953-1958.

## Títulos como jugador
- 5 Copa del Generalísimo de Baloncesto:

- 2 con el Laietà B.C.: 1942 y 1944.
- 2 con el F. C. Barcelona: 1947 y 1950.
- 1 con el Joventut de Badalona: 1948.

- 1 Medalla de oro en los Juegos del Mediterráneo de 1955, con la Selección Española.

## Clubes como entrenador
- C.B. Aismalíbar de Montcada: 1953-1960.
- Selección Española: 1959-1960.
- Virtus Bologna: 1960-1963.[3]
- C.B. Aismalíbar de Montcada: 1963-1964.
- Joventut de Badalona: 1964-1969 y 1975-1976.
- F. C. Barcelona: 1977-1979.

## Títulos como entrenador
- 1 Liga: 1967
- 2 Copa del Rey de Baloncesto:

- 1 con el Joventut de Badalona: 1969.
- 1 con el F. C. Barcelona: 1978.